# Град (словенско значење)
Град (лат. urbs) је српски назив за насеља са садржајима урбаног начина живота, као и за све врсте у градова кроз историју, тако да под овим изразом који није тачно одређен подразумевамо и најстарије историјске градове као и савремене градске агломерације типа мегалополиса, као што је Токио. Постоје индикације да реч Град потиче од прве пре Бизантиске урбане насеобине која је носила име Град. Од тада разне насеобине и урбани центри додају Град у своје име, Београд итд. Блиска реч датој речи је градиште, које је чести назив насеља у Србији, као и градина у значењу: рушевине, остатака замкова, утврђења преисторијских и средњовековних у ствари свих врста, градова имена археолошких локалитета и њихова места. Речи истог или сличног облика и значења срећу се и у неким другим словенским језицима, али речи која су сличне у словенским језицима немају увек иста значења које има појам града у српском језику.

## Порекло и развој речи
У српском језику под изразом град разумеле су се све врсте утврђења и тек у 15. веку се појавио израз варош који је значио урбанизовано насеље. Сматра се да је реч древна, из прајезика индоевропских језика, и ако у индоевропском језику не постоји израз који означава град, и постоји само израз који означава тврђаву а латинска реч урбс је реч највероватније етрурског порекла, док је у старословенском језику дата реч вероватно била гордъ, у изворно значењу: ограђено место, тврђава од балвана, палисада, најчешће кружног облика. Дрвене утврде овог вида су грађене најчешће на стратешки добро постављеним местима - врхови брда и брегова, поред газова на рекама, на речним окукама и сл. Дата реч је вероватно била у употреби све до 10. века, тј. времена издвајања засебних словенских језика из старословенског језика.
Касније, током средњег века, се дата реч почела полако мењати у складу са развојем самих словенских језика, али је код скоро свих Словена током средњег века и даље имала значење утврђеног средњовековног града са градским зидинама, где је боравио властелин или краљ, односно као град који се развио око манастира, замка или тврђаве, или цркве који постају градска језгра савремених урбаних целина. Градови су махом грађени од камена.
У неким словенским језицима (између осталом и у српском језику) реч град је преузела и значење савременог града и под тим се појмом подразумевају у савремној теорији градова сви градови који постоје или су у прошлости постојали и данас спадају у теорију, историју или у утопију градова из будућности.
У неким словенским језицима појам града се данас везује само утврђени средњовековни град. На пример, израз храд (hrad) у словачком и чешком језику, што са преводи као замак који је утврђен, док се неутврђени дворац назива замек, замок (zámok, zámek). У датим језицима градско насеље се назива место (mesto).
Из речи град се временом у различитим словенским језицима развио низ сличних речи. које немају значење града, као на пример:
- Оградити = = = =
- градина - као реч за градски парк, сад = = (рум. Grădină) (прелаз из бугарског) = = = =

## Веза са других језичким породицама
Индоевропско порекло речи град лако се уочава када се реч упореди са сличним речима у језицима који су суседни словенским језицима.
Добар пример је реч германског порекла Јард (енгл. yard), у значењу: двориште. Као и изворно значење речи град и ова реч значи „ограђен простор“. Слична је и веза са речју германског порекла Гарден, гартен (енгл. garden), у значењу башта, врт, засад → градина.
Још бољи пример је везан за староперсијски језик. Староперсијска реч за утврђење била је Герд, која се временом преобликовала у Јерд у данашњем персијском језику.

## Значења у другим словенским језицима
Српском значењу речи Град истоветне су или блиске речи у другим словенским језицима:
- Град (лат. Grad), као реч и за насеље урбаног садржаја и за средњовековни утврђени град - македонски, бугарски и хрватски
- Город, као реч и за насеље урбаног садржаја - руски језик
- Горад, као реч и за насеље урбаног садржаја - белоруски језик
- Гард (каш. Gard), као реч и за насеље урбаног садржаја - кашупски језик
- Грод, као реч и за средњовековни утврђени град - пољски језик
- Градишче (словен. Gradišče), као реч и за средњовековни утвршени град - словеначки језик
- Храд, као реч за утврђени замак - чешки језик
- Храд, као реч за утврђени замак - словачки језик

### Град и место
У чешком, словачком, пољском и словеначком језику се за градско насеље употребљава назив м(ј)есто, који у српском језику има другачије значење, и означава положај у простору. Такође се користи и као синоним за насеље (насељено место).

## Насеља названа по речиград
Насеља названа или изведена од речи град су бројна и у неким словенским земљама и у њима суседним подручјима, која су била насељена Словенима:
- Србија: Београд, Велико Градиште, Димитровград, Босилеград, Делиград, Градсково
- Република Српска: Вишеград
- Македонија: Градско
- Црна Гора: Даниловград
- Бугарска: Асеновград, Велинград, Благоевград, Разград, Свиленград, Момчилград
- Русија: Велики Новгород, Нижњи Новгород, Волгоград
- Белорусија: Гродно, Гарадок, Навагрудак
- Украјина: Ужгород, Хородок
- Чешка: Храдец Кралове, Вишехрад, и ако ту ово је одвођено од „Храд“ што значи замак или „храдби“ како се зову бедеми
- Пољска: Старгард Шћећински, Грођиск Мазовјецки, Грођиск Великопољски
- Словенија: Дравоград, Бежиград, и ако и у словеначком језику израз „Град“ означава замак
- Хрватска: Биоград на Мору, Стари Град
- Федерација БиХ: Томиславград
- Румунија: Градинари
- Аустрија: Грац (раније Градец)
- Мађарска: Вишеград
- Италија: Градо
- Албанија: Подградец